# 7398 Walsh
7398 Walsh este un asteroid din centura principală de asteroizi.

## Descriere
7398 Walsh este un asteroid din centura principală de asteroizi. A fost descoperit pe 3 noiembrie 1986 la Observatorul Kleť de Antonín Mrkos. Asteroidul prezintă o orbită caracterizată de o semiaxă mare de 2,19 ua, o excentricitate de 0,04 și o înclinație de 4,9° în raport cu ecliptica.